# Futbol'nyj Klub Zenit Sankt-Peterburg 2017-2018
Questa voce raccoglie le informazioni riguardanti lo Zenit Sankt-Peterburg nelle competizioni ufficiali della stagione 2017-2018.

## Stagione
La squadra chiuse la stagione al quinto posto, peggiorando il terzo posto della stagione precedente, ma confermando l'approdo in UEFA Europa League 2018-2019.

## Maglie
| Manica sinistra · Manica sinistra · Maglietta · Maglietta · Manica destra · Manica destra · Pantaloncini · Calzettoni · Calzettoni | Manica sinistra · Manica sinistra · Maglietta · Maglietta · Manica destra · Manica destra · Pantaloncini · Pantaloncini · Calzettoni · Calzettoni | Manica sinistra · Manica sinistra · Maglietta · Maglietta · Manica destra · Manica destra · Pantaloncini · Pantaloncini · Calzettoni · Calzettoni |

## Rosa
| N. |                      | Ruolo | Calciatore                   |
| -- | -------------------- | ----- | ---------------------------- |
| 1  | Russia (bandiera)    | P     | Jurij Lodygin                |
| 2  | Russia (bandiera)    | D     | Aleksandr Anjukov            |
| 3  | Russia (bandiera)    | D     | Denis Terent'ev              |
| 4  | Italia (bandiera)    | D     | Domenico Criscito (capitano) |
| 5  | Argentina (bandiera) | C     | Leandro Paredes              |
| 7  | Russia (bandiera)    | A     | Dmitrij Poloz                |
| 8  | Argentina (bandiera) | C     | Matías Kranevitter           |
| 9  | Russia (bandiera)    | A     | Aleksandr Kokorin            |
| 10 | Argentina (bandiera) | C     | Emiliano Rigoni              |
| 11 | Argentina (bandiera) | A     | Sebastián Driussi            |
| 14 | Russia (bandiera)    | C     | Daler Kuzjaev                |
| 15 | Russia (bandiera)    | D     | Ėl'mir Nabiullin             |
| 18 | Russia (bandiera)    | C     | Jurij Žirkov                 |

| N. |                      | Ruolo | Calciatore         |
| -- | -------------------- | ----- | ------------------ |
| 19 | Russia (bandiera)    | D     | Igor' Smol'nikov   |
| 20 | Russia (bandiera)    | C     | Viktor Fajzulin    |
| 21 | Russia (bandiera)    | C     | Aleksandr Erochin  |
| 23 | Slovenia (bandiera)  | D     | Miha Mevlja        |
| 27 | Russia (bandiera)    | C     | Magomed Ozdoev     |
| 29 | Russia (bandiera)    | A     | Anton Zabolotnyj   |
| 30 | Argentina (bandiera) | D     | Emanuel Mammana    |
| 33 | Russia (bandiera)    | A     | Andrej Panjukov    |
| 41 | Russia (bandiera)    | P     | Michail Keržakov   |
| 55 | Russia (bandiera)    | C     | Kirill Kaplenko    |
| 60 | Serbia (bandiera)    | D     | Branislav Ivanović |
| 71 | Russia (bandiera)    | P     | Egor Baburin       |
| 99 | Russia (bandiera)    | P     | Andrej Lunëv       |

## Risultati

### Campionato
| Chabarovsk 16 luglio 2017, ore 11:00 1ª giornata | SKA-Chabarovsk | 0 – 2 referto | Zenit San Pietroburgo | Stadio Lenin (14 200 spett.) |

| San Pietroburgo 22 luglio 2017, ore 17:30 2ª giornata | Zenit San Pietroburgo | 2 – 1 referto | Rubin | Stadio San Pietroburgo (38 284 spett.) |

| San Pietroburgo 30 luglio 2017, ore 20:00 3ª giornata | Tosno | 0 – 1 referto | Zenit San Pietroburgo | Stadio Petrovskij (12 555 spett.) |

| San Pietroburgo 6 agosto 2017, ore 20:00 4ª giornata | Zenit San Pietroburgo | 5 – 1 referto | Spartak Mosca | Stadio San Pietroburgo (53 359 spett.) |

| Ekaterinburg 9 agosto 2017, ore 17:30 5ª giornata | Ural | 1 – 1 referto | Zenit San Pietroburgo | SKB-Bank Arena (8 965 spett.) |

| San Pietroburgo 13 agosto 2017, ore 20:00 6ª giornata | Zenit San Pietroburgo | 4 – 0 referto | Achmat Groznyj | Stadio San Pietroburgo (45 470 spett.) |

| Perm' 20 agosto 2017, ore 15:00 7ª giornata | Amkar Perm' | 0 – 1 referto | Zenit San Pietroburgo | Stadio Zvezda (11 345 spett.) |

| San Pietroburgo 27 agosto 2017, ore 20:00 8ª giornata | Zenit San Pietroburgo | 0 – 0 referto | Rostov | Stadio San Pietroburgo (50 404 spett.) |

| Chimki 10 settembre 2017, ore 14:00 9ª giornata | Dinamo Mosca | 0 – 0 referto | Zenit San Pietroburgo | Arena Chimki (11 518 spett.) |

| San Pietroburgo 18 settembre 2017, ore 20:00 10ª giornata | Zenit San Pietroburgo | 3 – 0 referto | Ufa | Stadio San Pietroburgo (30 158 spett.) |

| Krasnodar 24 settembre 2017, ore 19:00 11ª giornata | Krasnodar | 0 – 2 referto | Zenit San Pietroburgo | Stadio FK Krasnodar (33 979 spett.) |

| Kaspijsk 1º ottobre 2017, ore 19:00 12ª giornata | Anži | 2 – 2 referto | Zenit San Pietroburgo | Anži-Arena (5 150 spett.) |

| San Pietroburgo 15 ottobre 2017, ore 19:00 13ª giornata | Zenit San Pietroburgo | 0 – 1 referto | Arsenal Tula | Stadio San Pietroburgo (45 746 spett.) |

| Mosca 22 ottobre 2017, ore 16:30 14ª giornata | CSKA Mosca | 0 – 0 referto | Zenit San Pietroburgo | Arena CSKA (26 137 spett.) |

| San Pietroburgo 29 ottobre 2017, ore 16:30 15ª giornata | Zenit San Pietroburgo | 0 – 3 referto | Lokomotiv Mosca | Stadio San Pietroburgo (45 829 spett.) |

| Kazan' 5 novembre 2017, ore 19:00 16ª giornata | Rubin | 0 – 0 referto | Zenit San Pietroburgo | Kazan Arena (11 007 spett.) |

| San Pietroburgo 19 novembre 2017, ore 19:00 17ª giornata | Zenit San Pietroburgo | 5 – 0 referto | Tosno | Stadio San Pietroburgo (48 031 spett.) |

| Mosca 27 novembre 2017, ore 19:30 18ª giornata | Spartak Mosca | 3 – 1 referto | Zenit San Pietroburgo | Otkrytie Arena (41 141 spett.) |

| San Pietroburgo 2 dicembre 2017, ore 14:00 19ª giornata | Zenit San Pietroburgo | 2 – 1 referto | Ural | Stadio San Pietroburgo (43 921 spett.) |

| Groznyj 11 dicembre 2017, ore 19:30 20ª giornata | Achmat Groznyj | 0 – 0 referto | Zenit San Pietroburgo | Stadion imeni Achmat-Chadži Kadyrova (15 532 spett.) |

| San Pietroburgo 3 marzo 2018, ore 16:30 21ª giornata | Zenit San Pietroburgo | 0 – 0 referto | Amkar Perm' | Stadio San Pietroburgo (41 543 spett.) |

| Rostov sul Don 11 marzo 2018, ore 14:00 22ª giornata | Rostov | 0 – 0 referto | Zenit San Pietroburgo | Stadio Olimp-2 (12 873 spett.) |

| San Pietroburgo 18 aprile 2018, ore 19:30 23ª giornata | Zenit San Pietroburgo | 2 – 1 referto | Dinamo Mosca | Stadio San Pietroburgo (33 793 spett.) |

| Ufa 1º aprile 2018, ore 16:30 24ª giornata | Ufa | 1 – 2 referto | Zenit San Pietroburgo | Stadio Neftjanik (8 524 spett.) |

| San Pietroburgo 7 aprile 2018, ore 16:30 25ª giornata | Zenit San Pietroburgo | 1 – 2 referto | Krasnodar | Stadio San Pietroburgo (47 306 spett.) |

| San Pietroburgo 14 aprile 2018, ore 16:30 26ª giornata | Zenit San Pietroburgo | 1 – 0 referto | Anži | Stadio San Pietroburgo (38 048 spett.) |

| Tula 22 aprile 2018, ore 14:00 27ª giornata | Arsenal Tula | 3 – 3 referto | Zenit San Pietroburgo | Stadio Arsenal (17 650 spett.) |

| San Pietroburgo 29 aprile 2018, ore 16:30 28ª giornata | Zenit San Pietroburgo | 0 – 0 referto | CSKA Mosca | Stadio San Pietroburgo (51 328 spett.) |

| Mosca 5 maggio 2018, ore 16:30 29ª giornata | Lokomotiv Mosca | 1 – 0 referto | Zenit San Pietroburgo | RŽD Arena (26 109 spett.) |

| San Pietroburgo 13 maggio 2018, ore 14:00 30ª giornata | Zenit San Pietroburgo | 6 – 0 referto | SKA-Chabarovsk | Stadio San Pietroburgo (46 218 spett.) |

### Coppa di Russia
| San Pietroburgo 21 settembre 2017, ore 20:00 Sedicesimi di finale | Dinamo San Pietroburgo | 3 – 2 referto | Zenit San Pietroburgo | Stadio San Pietroburgo (37 123 spett.) |

### Europa League
| Arbitro: | Nikola Dabanović |

|  |           |                          |
|  | Marcatori | 59’ Criscito 90’ Kokorin |

| Arbitro: | Ali Palabıyık |

|  |           |             |
|  | Marcatori | 67’ Buzaglo |

| Arbitro: | Slavko Vinčić |

|            |           |  |
| Labyad 77’ | Marcatori |  |

| Arbitro: | Carlos del Cerro Grande |

|                  |           |  |
| Kokorin 9’, 105’ | Marcatori |  |

| Arbitro: | Jakob Kehlet |

|  |           |                                                    |
|  | Marcatori | 6’, 21’ Kokorin 39’ Dzjuba 66’ Ivanović 89’ Rigoni |

| Arbitro: | Andre Marriner |

|                            |           |              |
| Rigoni 5’ Kokorin 24’, 60’ | Marcatori | 41’ Llorente |

| Arbitro: | Tobias Stieler |

|                     |           |             |
| Rigoni 1’, 68’, 75’ | Marcatori | 88’ Helland |

| Arbitro: | Serdar Gözübüyük |

|                     |           |               |
| Bendtner 55’ (rig.) | Marcatori | 90+3’ Kokorin |

| Arbitro: | Bart Vertenten |

|                      |           |                 |
| Poloz 16’ Rigoni 43’ | Marcatori | 90+3’ Blaževski |

| Arbitro: | Liran Liany |

|                  |           |                                      |
| Willian José 58’ | Marcatori | 35’ Erochin 64’ Ivanović 85’ Paredes |

| Arbitro: | Damir Skomina |

|              |           |  |
| McGregor 78’ | Marcatori |  |

| Arbitro: | Antonio Mateu Lahoz |

|                                     |           |  |
| Ivanović 8’ Kuzjaev 27’ Kokorin 61’ | Marcatori |  |

| Arbitro: | Ovidiu Hațegan |

|                      |           |              |
| Bruma 56’ Werner 77’ | Marcatori | 86’ Criscito |

| Arbitro: | Daniele Orsato |

|               |           |              |
| Driussi 45+1’ | Marcatori | 22’ Augustin |